# Le Faucon blanc
Pour plus de détails, voir Fiche technique et Distribution.
Le Faucon blanc (Winterhawk) est un film américain réalisé par Charles B. Pierce (en), sorti en 1975.

## Fiche technique
- Titre original : Winterhawk
- Titre français : Le Faucon blanc
- Réalisation : Charles B. Pierce (en)
- Scénario : Charles B. Pierce (en) et Earl E. Smith
- Pays d'origine : États-Unis
- Format : Couleurs - 2,35:1 - Mono
- Genre : western
- Durée : 98 minutes
- Date de sortie : 1975

## Distribution
- Michael Dante : Winterhawk
- Leif Erickson : Guthrie
- Woody Strode : Big Rude
- Denver Pyle : Arkansas
- L. Q. Jones : Gates
- Elisha Cook Jr. : Finley
- Seamon Glass (en) : Big Smith
- Dennis Fimple (en) : Scoby
- Arthur Hunnicutt : McClusky
- Dawn Wells : Clayanna / Narrator
- Chuck Pierce Jr. : Cotton
- Jimmy Clem : Little Smith
- Sacheen Littlefeather : Pale Flower
- Gilbert Lucero : Crow
- Ace Powell (en) : Red Calf